# BELIEVE ME (小坂由美子の曲)
「BELIEVE ME」（ビリーヴ・ミー）は、小坂由美子の4枚目シングルである。1993年5月21日にスターチャイルドより発売された。

## 概要
タイトル曲「BELIEVE ME」は、テレビアニメ『GS美神』のエンディングテーマに起用された。

## 収録曲
1. BELIEVE ME [4:03]
作詞：有森聡美、作曲：西岡治彦、編曲：岩本正樹
  - テレビアニメ『GS美神』エンディング
2. ダンスのD [4:21]
作詞：浅田有理、作曲：小坂由美子、編曲：古川竜也
3. BELIEVE ME（Off Vocal Version）